# Peter Phillips
Peter Mark Andrew Phillips (født 15. november 1977) er eneste søn af Prinsesse Anne af Storbritannien og dennes første mand Mark Phillips. Peter Phillips er Dronning Elizabeth 2. af Storbritanniens ældste barnebarn.

## Ægteskab og børn
I 2008 giftede han sig med den canadisk fødte Autumn Kelly. De er forældre til døtrene Savannah Phillips (født 2010) og Isla Phillips (født 2012).
Parret blev separeret i 2019 og skilt i 2021.